# Theaterfakultät der Akademie der Musischen Künste in Prag

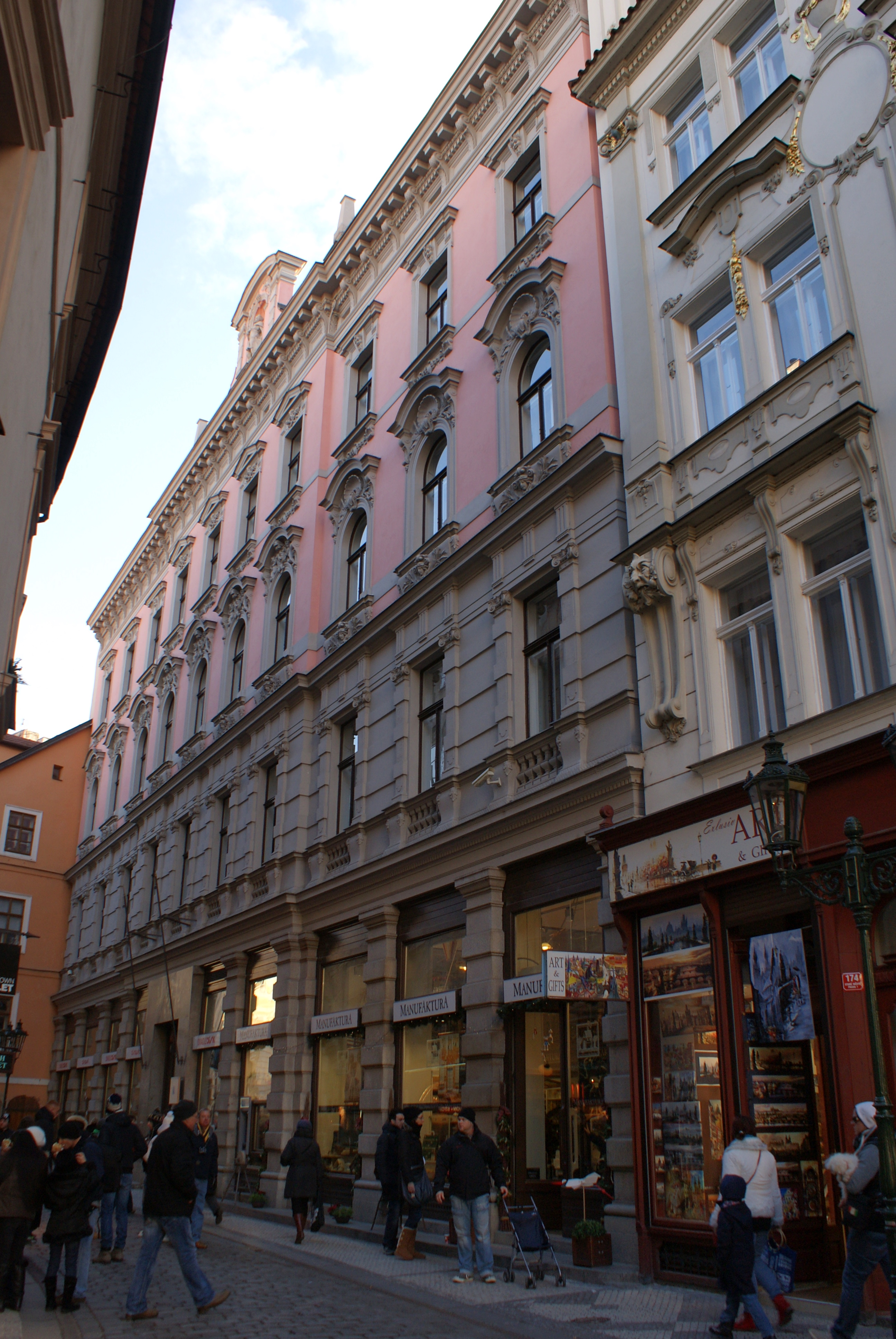
DAMU

Die Theaterfakultät der Akademie der Musischen Künste in Prag, tschechisch: Divadelní fakulta Akademie múzických umění v Praze, kurz DAMU, ist die Theaterfakultät der Akademie der musischen Künste in Prag in Tschechien.

## Geschichte
Der Beginn der Fakultät reicht in das Ende des Zweiten Weltkrieges als einige bedeutende Persönlichkeiten der tschechischen Bühne wie der Schauspieler Jiří Plachý, der Regisseur Jiří Frejka, Bühnenbildner František Tröster sowie der Leiter des Prager Konservatoriums Miroslav Haller eine qualifizierte Ausbildung der Schauspieler forderten.
Ihre Bemühungen wurden belohnt als Präsident Edvard Beneš durch einen Dekret die Gründung der Akademie der musischen Künste festschrieb.
Gemeinsam mit František Tröster und Studenten des Regisseurs Jaromír Pleskota gründete Haller das Schultheater DISK. Allerdings wurde Haller kurz darauf, wegen seiner politischen Einstellung, seiner Aufgaben enthoben. Nach der Februarrevolution 1948 wurden auch Frejka und Plachý, die beide 1952 Selbstmord verübten, suspendiert. Einzig Tröster blieb weiterhin leitend tätig und gründete den Lehrstuhl für Bühnenbildner. Der Bereich Schauspiel war in den ersten zwei Jahren lediglich als Aufbaukurs für Absolventen des staatlichen Konservatoriums konzipiert. Nach dessen Auflösung im September 1949 wurde DAMU eine Zeit lang die einzige Schauspielschule in Prag. Dabei war sie dem politischen und ideologischen Druck ausgesetzt.
Dass die Schule trotzdem nicht völlig dem kommunistischen Dogma verfiel, lag an einigen Pädagogen, die gleichzeitig berühmte Schauspieler waren. Lange Jahre waren es Miloš Nedbal und Vlasta Fabianová sowie Vítězslav Vejražka, aber auch die Regisseure Leo Spáčil und Karel Palouš. Einigen Schauspielern wurde aber nach kurzem Wirken die Lehrtätigkeit verboten, so Otomar Krejči, Vlasta Burian, František Vnouček oder Radovan Lukavský.
Auch das Institut für Theaterwissenschaften wurde durch ideologischen Druck in seiner Lehrtätigkeit behindert. Seit 1960 wurde dieser Zweig wieder ausgegliedert und der Karls-Universität zugeschlagen. Lediglich die Dramaturgie blieb erhalten und wurde von František Götz in Zusammenarbeit mit Karel Hugo Hilar gelehrt. Fortgesetzt wurde deren Arbeit durch ihre Schüler Jaroslav Vostrý und Jan Císař. Diese bauten dann mit dem Regisseur František Štěpánek den Fachbereich Regie und Dramaturgie weiter aus.
In den 1980er Jahren schlugen neue Dozenten moderne Stilrichtungen und Methoden der Wissensvermittlung ein. Dazu gehörten im Fach Schauspiel Jana Hlaváčová, Věra Galatíková, Boris Rösner, Eva Salzmannová, Svatopluk Skopal, sowie eine kurze Zeit auch Jiří Adamíra und Petr Čepek. In der Fachrichtung Dramaturgie und Regie unterrichteten unter anderem Daria Ullrichová, Jana Kudláčková, Jaroslava Šiktancová, Jan Burian, Miloš Horanský, Jakub Korčák. Trösters Schüler Albert Pražák und Jan Dušek sowie Jana Zbořilová haben Bühnenbildner ausgebildet.
Neben dem reinen Theater wurde auf DAMU von Anfang an auch Marionettentheater unterrichtet. Auch hier konnten Kapazitäten wie Josef Skupa, Jan Malík, Erik Kolár, später Jan Dvořák für den Unterricht gewonnen werden. Zu Veränderungen an dieser Fakultät kam es nach der Samtenen Revolution 1990. Neue Ziele wurden gesteckt. Neben dem traditionellen Marionettentheater wurden neue Trends und experimentelles Theater gelehrt. An der Spitze dieser neuen Entwicklungen stand Regisseur Josef Krofta, unterstützt von der Schauspielerin und Regisseurin Markéta Schartová, dem Dramaturgen Miloslav Klíma, die Bühnenbildner wurden von Petr Matásek und Pavel Kalfus betreut. Mit ihnen begannen ihre pädagogische Laufbahn unter anderem auch Jan Schmid, Miroslav Krobot und Jan Borna.
Auch in der Schauspielerei wurden unter Leitung von Ivan Vyskočil neue Aspekte gelehrt. Hinzu kamen neue Fachbereiche wie Produktion mit Fachlehrern Jiří Srstka, Jindřich Gregorini, Jan Dvořák und anderen unter der Leitung von Barbara Tůmová.
Verschiedene Formen der Dramaturgie wurden unter der Leitung Eva Machkovás und Josef Valentas und jetzt Jaroslav Provazníks neu eingeführt. Immer bedeutender ist auch die Übermittlung von Wissen im Bereich der Theorie und Theatergeschichte unter der Leitung von Jaroslav Vostrý.

## Lehrstühle
- Schauspiel
- Alternatives und Marionettentheater
- Bühnenbildner
- Produktion
- Dramaturgie
- Buch und Pädagogik
- Theaterkritik und Theatertheorie
- Stimmausbildung
- Ausbildung der Bewegung

## Berühmte Absolventen
- Josef Bláha (1924–1994), Schauspieler
- Oldřich Daněk (1927–2000), Dramatiker, Schriftsteller, Regisseur und Drehbuchautor
- Václav Erben (1930–2003), Journalist und Schriftsteller
- Iva Hercíková (1935–2007), Schriftstellerin und Dramaturgin
- Hana Maciuchová (1945–2021), Schauspielerin
- Dana Morávková (* 1971), Schauspielerin
- Leoš Suchařípa (1932–2005), Schauspieler, Übersetzer und Theatertheoretiker